# Xosseini (Krasnodar)
|  | Per a altres significats, vegeu «Xosseini». |

Xosseini - Шоссейный (rus) és un possiólok del krai de Krasnodar, a Rússia. Es troba a les terres baixes de Kuban-Azov, a la vora del riu Kozlovka, a 6 km al sud-est de Tikhoretsk i a 126 km al nord-est de Krasnodar.
Pertany al possiólok de Parkovi.